# Mary Haid
Mary Haid (född Ohlson), född 7 mars 1919 i Insjön i Åls församling död den 13 oktober 2014 i sitt hem i Schweiz. Hon var tidigare den största enskilda ägaren i Clas Ohlson AB. Hon är äldsta barnet till firmans grundare Clas Ohlson och hans maka Elsa, född Springfeldt, samt syster till Tore Ohlson.
Haid ärvde ett större antal aktier när fadern avled 1979. 2009 motsvarade hennes innehav 22,3 % av kapitalet och 33,4 procent av rösterna i bolaget. Hennes syskonbarnbarn Johan Tidstrand och Helena Ek Tidstrand är också innehavare av ett stort antal aktier i bolaget. Haid skrev även en bok som bland annat handlar om familjeföretaget.
Hon gifte sig 1942 med den tyske läkaren Toni Haid och fick med honom barnen Clas Toni Haid, Björn Haid och Peter Haid. Mary Haid var bosatt i Feusisberg i Schweiz och änka efter makens frånfälle 2006.